# 奧特沃茨克

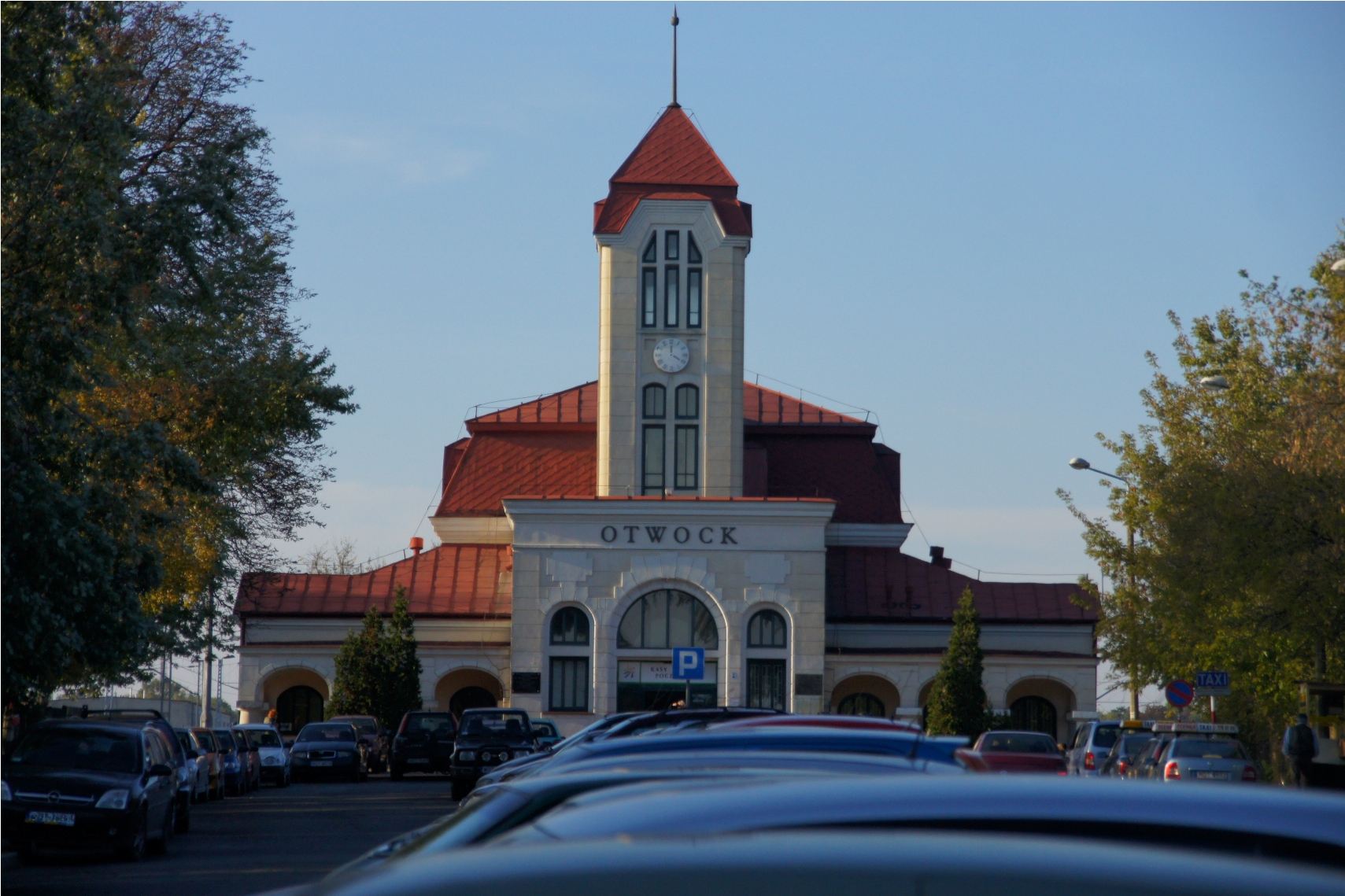

奧特沃茨克（波蘭語：Otwock，波蘭語發音：[ˈɔtfɔt͡sk] ⓘ）是波蘭馬佐夫舍省的城鎮，位於該國中部維斯瓦河右岸，距離首都華沙24公里，始建於十五世紀，面積47.33平方公里，海拔高度100米，2006年人口43,247。

## 友好城市
- 法國 圣阿芒蒙龙

## 外部連結
- （波兰語） Town of Otwock, official website* （波兰語） （页面存档备份，存于）
- （波兰語） Młody Otwock - The Young Otwock [organization], Otwock culture. Events[永久]
- （波兰語） Otwock Photo Gallery （页面存档备份，存于）
- （波兰語） Photo gallery
- Jewish Community in Otwock （页面存档备份，存于） on Virtual Shtetl

52°07′N 21°16′E / 52.117°N 21.267°E